# Allosauridae
Allosauridae — викопна родина карнозаврів надродини Allosauroidea. Представники родини - крупні хижаки, що жили наприкінці юрського періоду на території сучасних Європи й Північної Америки.

## Історія вивчення
Алозавриди — одна із перших названих родин тероподів, цю назву Марш ввів іще в 1878 році. Перший відомий представник — Allosaurus fragilis із пізньоюрських порід США. Впродовж значної частини її тривалої таксономічної історії до родини відносили багато таксонів лише віддалено споріднених з алозавром, зокрема багатьох алозавроїдів, а часом і представників інших груп теропод чи фрагментарний матеріал нез‘ясованого походження з різних континентів із юрського й крейдового періодів. Ця традиція почала відходити в минуле наприкінці двадцятого століття і натепер до родини з відносною впевненістю відносять лиш два роди - Allosaurus із кінця юри США й Португалії та Saurophaganax зі США тих самих часів. Antrodemus зі США було запропоновано вважати старшим синонімом алозавра, проте цю ідею відкинули оскільки Antrodemus засновано на недіагностичному матеріалі; тим часом Epanterias amplexus до недавнього часу вважали видом алозавра, проте зрештою також визнали невизначеним тероподом.